# ライオンソフター
ライオンソフターはライオンの衣類用柔軟剤である。ライオン油脂（当時）が1966年6月〜1976年9月まで家庭用に発売していたが、現在もライオンハイジーンを通じて業務用に販売されている。

## 経緯
日本で初めて発売された衣類用柔軟仕上げ剤は1962年に発売された花王ソフターである。同業者であるライオンも1966年に柔軟剤を発売することとなったことで、仕上げ剤トリオとして塩素系漂白剤ライオンブリーチ、液体洗濯糊ライオンハイスターチと同時発売された。
ライオンソフターの発売により、同業他社の花王は類似商号対策や対抗上1ヶ月後の1966年7月に花王ソフターをハミングと改名して再発売している。
ライオンソフターの容器は白いキャップと青いボトルで、容量もハミングとはほぼ同じでラインされていた。ラベルは花王への対抗心の現れから、ライオンの字を変に強調したきらいがあり、逆にソフターの字は小さかった。
宣伝には力を入れ、ライオンが提供する番組のCMにもかなり流されていたこともあってか、一時期は人気があったようではある。
- フジテレビのワイドショー『3時のあなた』でCMとして流された他、PRコーナー（生コマーシャル）では使い方を実演したこともあった。
- 「ケンちゃんシリーズ」でもライオンがスポンサーになっていた時期があるが、ハミガキのCMと併せて毎回CMが流されていた時期もあった（後に降板）。
- この他、「ライオン奥様劇場」、『8時だョ!全員集合』等、ライオンがスポンサーとなっている番組ではCMがよく流されていた。

## ソフランSへの切り替え
一時期は人気があったライオンソフターだが、花王「ハミング」には及ばなかったのか、また他社からも類似商号（ソフター）の商品が発売されたりするなどしてきた。
1976年10月からは柔軟剤を「ソフランS」に切り替えるが、単なる名前の変更には留まらず、柔軟剤として初めて色をピンクにするなど、新製品をアピールした。
- 同年には4ヶ月先行して、塩素系漂白剤が「ブライト」として再発売されるなどしており、商品名の大幅な見直しが行われた時期でもある。
- 新しい仕上げ剤トリオとして、同時期に液体洗濯糊「カインド」が発売された。
- ライオンの字を変に強調したりしていたことがかえって逆効果になっていたのではないかと推測する向きもある[誰によって?]。

## 備考
1982年夏にライオンはブルーの柔軟剤「レディーナ」を発売した。この製品はラベルがライオンソフターとそっくりで、復活の印象が強かった。
ただし、名前やスケルトンのボトルから、おしゃれな印象が強かった。当初は特大ボトルが主力だったが、普通サイズのものも発売された。

## 業務用
「ライオンソフター」は業務用製品として、ライオンハイジーンを通じて現在も発売されている。
業務用の「ライオンソフター」は「ライオン」の字を小さくし、「ソフター」を大きく表示している。中身は「ソフランS」と同一である。ラインナップは4Lボトルと10Lバッグインボックスの2種類があり、4Lボトルは一部のホームセンターやECサイトでも取扱があるため、一般ユーザーが入手することも可能となっている。
2020年3月には、「ライオンソフター」の2倍濃縮タイプとなる「ライオンソフターEX」が発売された。本品は英語表記（正面のカテゴリー名称や裏面に記載の使用上の注意・応急処置）との2カ国語表記仕様となっている。ラインナップは2Lと5Lの2容量で、ボトル（5Lは減容対応容器）となる。

## 柔軟剤原料
アクゾとの合弁会社ライオン・アクゾが製造・販売している繊維用柔軟剤基剤のエステル型第4級アンモニウム塩も、「ライオンソフター」という商品名である。